# Don Muraco
Donald "Don" Muraco, född 10 september 1949 på Oahu, Hawaii, är en amerikansk pensionerad professionell wrestler. Han är mest känd för sin tid i World Wrestling Federation från 1981 till 1988, där han höll titeln vid två tillfällen och blev den första vinnaren av King of the Ring-turneringen  1985. Muraco blev invald i WWE Hall of Fame 2004. För en svensk eller nordisk tv-publik är han kanske bäst känd som den ursprunglige "The Rock", innan Dwayne Johnson i 1980-talets Saturday Night Main Event på Sky och Eurosport, där han kunde ses med Tie-dye-tröjor och Andrew Lloyd Webbers Jesus Christ Superstar som entrance-musik, vilken han hade tagit över från sin manager "Superstar" Billy Graham .